# Argyrolobium
- Commons
- Wikispecies

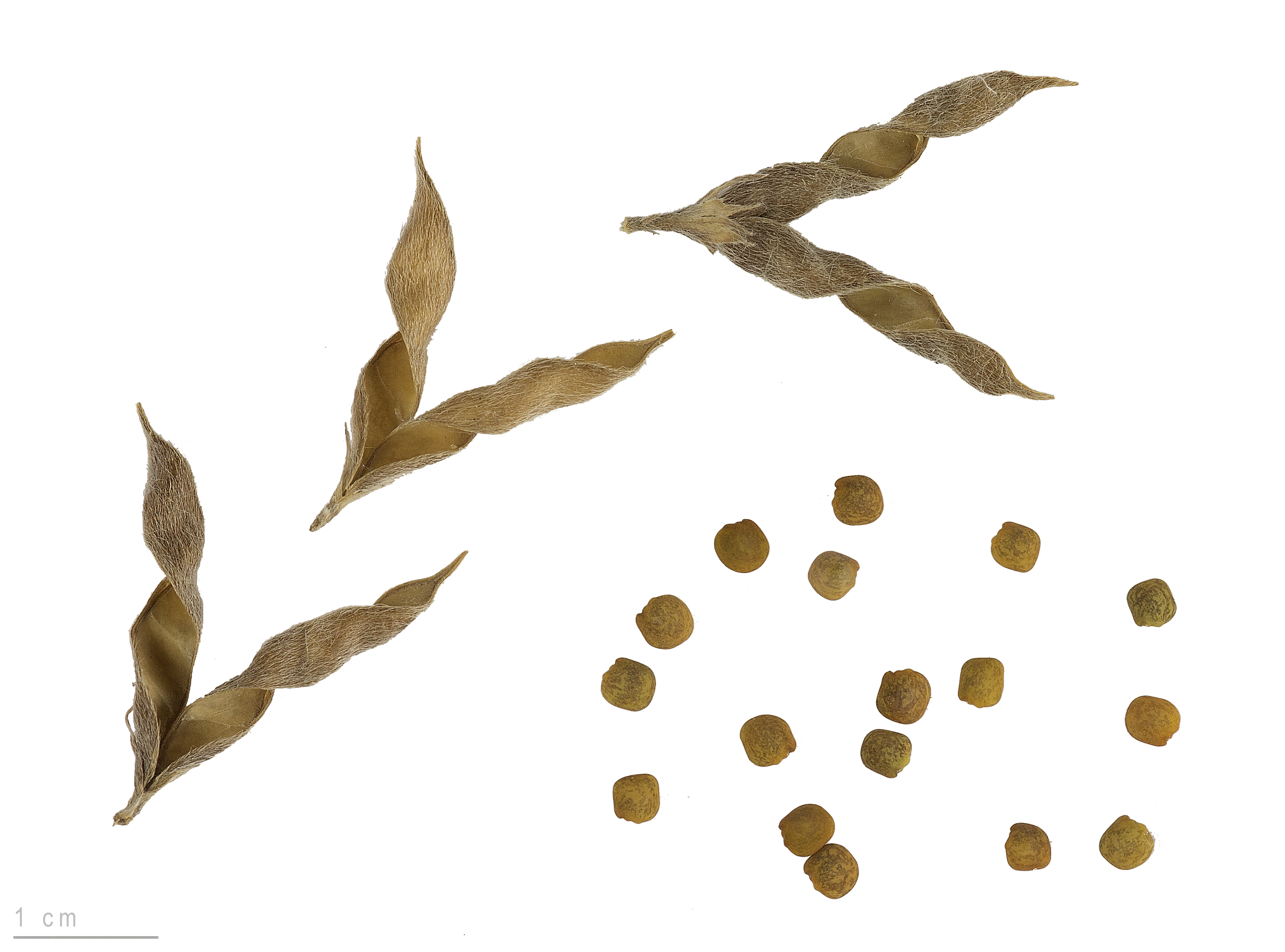
Argyrolobium zanonii - MHNT

Argyrolobium é um género botânico pertencente à família Fabaceae.